# Rolando Maran
Rolando Maran (* 14. Juli 1963 in Trient) ist ein ehemaliger italienischer Fußballspieler und heutiger -trainer.

## Karriere

### Als Spieler
Maran verbrachte den Großteil seiner aktiven Karriere bei Chievo Verona, für die er 280 Ligaspiele bestritt, viele davon als Kapitän, und 11 Tore erzielte. Mit Chievo stieg Maran in der Saison 1988/89 der Serie C2 als erster Platz in die Serie C1 auf. In der Saison 1993/94 konnte er nochmal den Aufstieg mit seinem Verein feiern. Maran spielte außerdem noch für Benacense Riva, ACD Trissino-Valdagno, Carrarese Calcio und Alma Juventus Fano 1906. 1997 beendete er seine Karriere. Als Spieler zeichnete sich Maran durch sein Kopfballspiel aus.

### Als Trainer
Seine Trainerkarriere begann Maran bei Chievo Verona in der Saison 1997/98 als Co-Trainer. Anschließend trainierte er die Jugendmannschaften von Brescia Calcio und AS Cittadella. 2002 wurde er erstmals Cheftrainer bei Citadella und trainierte den Verein bis 2005, ehe er wieder zu Brescia wechselte, diesmal als Cheftrainer, wurde 2006 jedoch wieder entlassen. Maran wechselte dann im selben Jahr noch zum FC Bari 1908, wurde aber auch hier nach enttäuschenden Ergebnissen entlassen. Nach mehreren Zwischenstationen mit mäßigem Erfolg heuerte er am 11. Juni 2012 bei Calcio Catania an, die zu diesem Zeitpunkt in der Serie A spielten. Mit Catania erreichte Maran in der Saison 2012/13 den 8. Platz und holte 56 Punkte, die höchste Punktzahl, die Catania in der Serie A bisher erreichen konnte. Am 20. Oktober 2013 wurde Maran nach einem schwachen Start in die Saison 2013/14 mit fünf Punkten aus acht Spielen zunächst entlassen, allerdings am 15. Januar 2014 wieder angestellt. Nach fünf Niederlagen in Folge wurde er am 6. April erneut entlassen und am 19. Oktober 2014 als neuer Trainer bei Chievo Verona vorgestellt. Er unterschrieb einen Vertrag bis Saisonende.
Maran wurde Ende April 2018 bei Chievo Verona von seinen Aufgaben entbunden.
Ab der Saison 2018/19 trainiert er Cagliari Calcio. Am 3. März 2020 wurde er nach zwölf sieglosen Spielen in Folge entlassen.
Maran wurde Ende August 2020 als Nachfolger von Davide Nicola Cheftrainer des CFC Genua, ehe er im Dezember 2020 entlassen wurde.
Im Jahr 2022 folgte eine kurze Dienstzeit beim Pisa Sporting Club, ehe er im November 2023 erneut Brescia Calcio übernahm.

## Erfolge

### Als Spieler
- Aufstieg: 2×

mit Chievo Verona: 1988/89 Serie C2, 1993/94 Serie C1